# Gio Nicola Buhagiar
Gio Nicola Buhagiar (malt. Ġannikol Buhagiar, ur. 17 maja 1698, zm. 21 marca 1752) – maltański malarz.

## Życiorys
Gio Nicola Buhagiar urodził się Żebbuġ 17 maja 1698. Był synem rzeźbiarza w kamieniu Pasquale Buhagiara, jego matką była Leonora de domo Buttigieg, pochodząca z Siġġiewi. Rodzina później przeniosła się do maltańskiej stolicy Valletty.
Buhagiar prowadził pracownię, w której najprawdopodobniej rozpoczął swoją karierę jego kolega malarz Francesco Zahra. Po jakimś czasie zostali oni bliskimi przyjaciółmi, wczesne prace Zahry były tak mocno inspirowane przez sztukę jego mentora, że ich styl był prawie nie do odróżnienia, i niektóre prace przypisywane Zahrze mogą właściwie być pędzla Buhagiara. Przykładem jest obraz Święta Rodzina z Bogiem Ojcem w kościele parafialnym w Tarxien, który poprzednio powszechnie był przypisywany obu artystom, a dziś jest uznany jako praca Buhagiara.
Gio Nicola poślubił 14 lutego 1719 Annę Marię Cachia. Dochowali się oni trojga dzieci: córek Marii i Eleonory, oraz syna Ferdynanda, który został księdzem. Gio Nicola Buhagiar zmarł w Valletcie 21 marca 1752, pochowany został w kościele Karmelitów tamże.

## Prace
Prace Buhagiara znaleźć można w wielu kościołach i kaplicach na wyspach maltańskich. Spod jego pędzla wyszły obrazy Matka Boża Miłosierdzia (1738) w kościele parafialnym w Żebbuġ oraz Matka Boża Różańcowa w kościele parafialnym w Żejtun. Inne prace można znaleźć w katedrze św. Jana w Valletcie, kościołach parafialnych w Bormli, Għarb, Għaxaq, Mqabbie, Naxxar, Senglei, Siġġiewi, Victorii i Żabbar, w pałacu Inkwizytora w Birgu, a także w wielu innych kościołach na Malcie i Gozo.